# Alexandra Adler

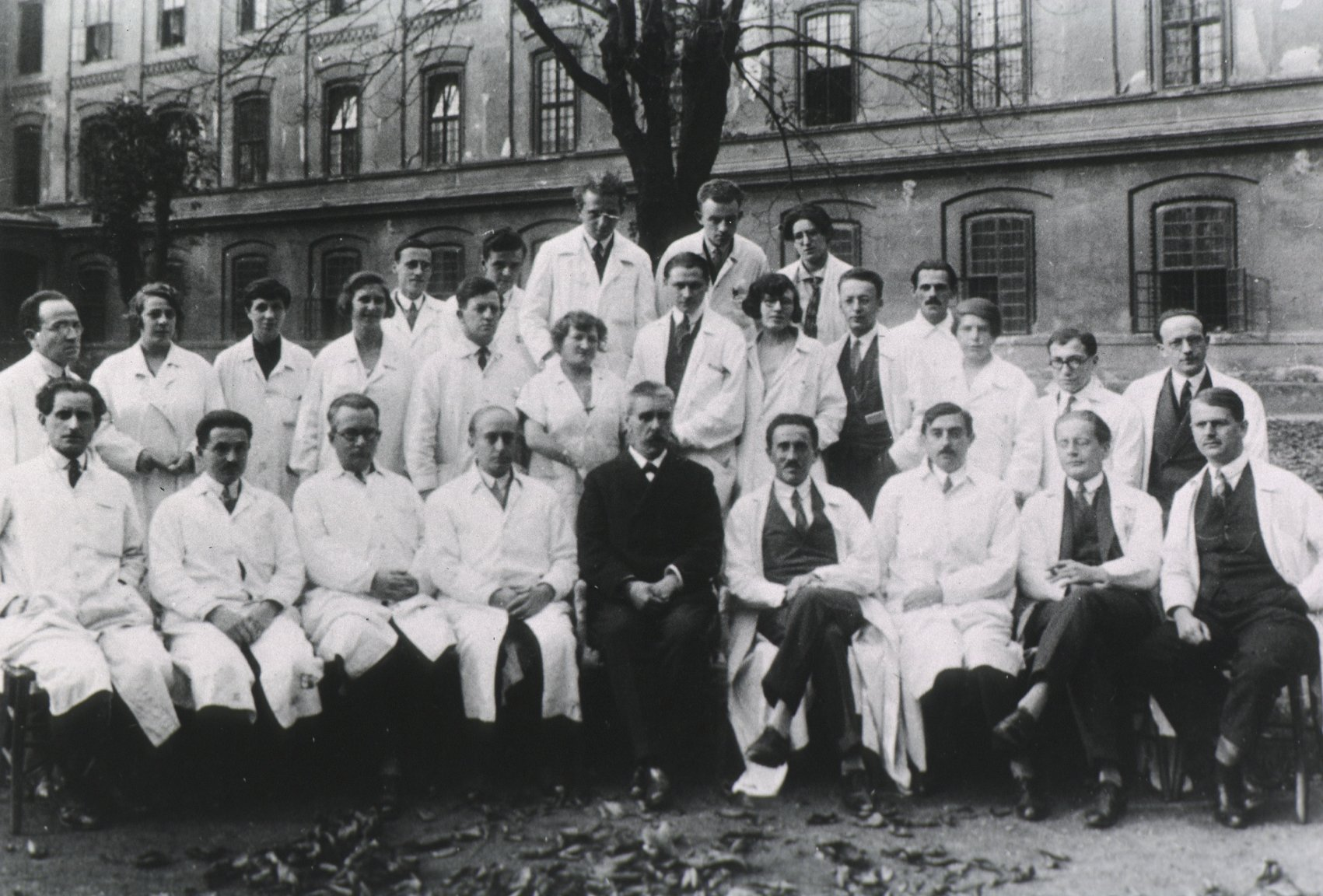
Wagner-Jaureggs Ärzteteam in Wien 1927. Alexandra Adler in der 2. Reihe, die Dritte von rechts.

Alexandra Adler (geboren 24. September 1901 in Wien, Österreich-Ungarn; gestorben 4. Januar 2001 in New York) war eine US-amerikanische Neurologin und Psychiaterin österreichischer Herkunft, die als Spezialistin für Gehirn-Traumata galt.

## Leben und Werk
Alexandra Adler war die Tochter von Alfred Adler und Raissa Adler.
Sie studierte Medizin an der Universität Wien. Nach ihrer Promotion 1926 bildete sie sich zur Fachärztin für Neurologie und Psychiatrie an der Wiener Universitätsklinik aus. Aufgrund der politisch immer unsicherer werdenden Situation in Österreich folgte sie 1935 einer Einladung an die Harvard Medical School und übersiedelte nach Boston. Da zu dieser Zeit Frauen an der Harvard-Universität keine regulären Anstellungen erhielten, arbeitete sie als Research Fellow in einem Forscherteam. Als erste Frau bekam sie schließlich eine Stelle am Bostoner Städtischen Krankenhaus, das der Universität unterstellt war. Nach dem Tod ihres Vaters 1937 setzte sie sich für die Verbreitung der Individualpsychologie ein und machte es sich zur Lebensaufgabe seine Hinterlassenschaft zu verwalten.
Von 1944 bis 1946 war sie Gastprofessorin für Neuropsychiatrie an der Duke University in North Carolina. Ab 1946 lebte sie in New York, wo sie u. a. in der Abteilung für Neuropsychiatrie der New Yorker Universität arbeitete. Sie hielt Vorlesungen, betreute Studenten, trat an medizinischen Kongressen auf und unterhielt eine Privatpraxis. 1954 wurde sie zur ärztlichen Leiterin der Mental Hygiene Clinic in New York ernannt. Im selben Jahr wählte die Internationale Vereinigung für Individualpsychologie in Zürich Alexandra Adler zu ihrer Präsidentin.
Themen von Adlers wissenschaftlicher Forschung waren Alkoholismus, jugendliche Delinquenz, posttraumatische Stressverarbeitung und Schizophrenie. Ihre Analysen der posttraumatischen Stressverarbeitung basierten auf ihrer Arbeit mit Überlebenden vom Brand im Cocoanut Grove 1942 in Boston. Ihre Erkenntnisse konnte sie auf die Behandlung von Soldaten des Zweiten Weltkriegs anwenden. Sie war außerdem viele Jahre in der Ausbildung von Psychotherapeuten nach der Methode von Alfred Adler tätig. Ihre Bedeutung für die Individualpsychologie wird mit der von Anna Freud für die Psychoanalyse verglichen.

## Schriften (Auswahl)
- Alexandra Adler: Selbstdarstellung. In: L. J. Pongratz (Hrsg.): Psychotherapie in Selbstdarstellungen. Verlag Hans Huber, Bern 1973, ISBN 3-456-30584-2, S. 11–33.
- Alexandra Adler: Individualpsychologie – Anleitung zur Praxis. Fischer Verlag, Frankfurt am Main 1938/1990.